# Спытко II Ярославский
Спытко II из Ярослава (ок. 1404 — пропал без вести 10 ноября 1444 года) — польский шляхтич, королевский придворный и военный. Староста львовский с 14 июля 1441 года.

## Биография
Родился около 1404 года. Третий и младший сын воеводы сандомирского Спытко из Тарнова и Ярослава и его жены Сандохны из Зглобеня. Как и братья (Рафал, Ян) иногда подписывался как «Спытко из Тарнова».
В 1436 году братья Спытко, Рафал и Ян произвели разделение наследства со своими двоюродными братьями из Тарнова. При них остались города:
- Ярослав, Пшеворск, Подгайчики (пол. Podhajczyki) с селами в Перемышльской земле
- Зглобень (пол. Zgłobień) с селами в Сандомирской земле
- Белжице (пол. Bełżyce) с селами в Люблинской земле
- Вадув (пол. Wadów) в Краковской земле
- Лежайск (королевщина) с селами[2].

Как придворный польского короля Владислава III Варненчика Спытко Ярославский вместе с королем находился в Венгрии в 1440 году. После смерти брата Рафала был номинирован незадолго перед 14 июля 1441 года на должность старосты львовского (этот пост был тождественен генеральному старости Руси). По данным Влодзимежа Двожачека (пол. Włodzimierz Dworzaczek), Спытко занимал этот пост в течение полутора лет. 11 января 1443 года Спытко еще упоминается в качестве старосты львовского. В то же время генеральным старостой Руси 31 августа 1442 года записан русский воевода Пётр Одровонж, то есть за эту должность шла борьба. Казимеж Пшибось указывал, что Спытко II упомянут как генеральный русский староста в источниках, начиная от 14 июля 1441 года, заканчивая 28 августа 1442 года, а Пётр Одровонж вторично упомянут как генеральный русский староста в источниках, начиная от 2 октября 1442 года, 6 сентября 1450 года, перед этим занимая эту должность 16 февраля 1440 года. Во время пребывания в должности время от времени доезжал до Львова, имея собственные, а может, и королевские, денежные дела.
Пропал без вести (самое правдоподобно, погиб) в битве под Варной, сражаясь в рядах польско-венгерских крестоносцев против турок-османов. Родственники, не зная его судьбы, считали, что он находится в плену, просили короля узнать о Спытко: тот в 1447 году писал венгерскому регенту Яношу Хуньяди помочь его найти. В 1451 году его родственники во время разделения наследства сделали оговорку на случай его возвращения.